# Horrorspiel
Das Horrorspiel ist ein Videospielgenre, das sich auf Horrorfiktion stützt und normalerweise darauf ausgelegt ist, den Spieler in Angst zu versetzen. Im Gegensatz zu den meisten anderen Videospiel-Genres, die oft nach ihren Spielmechaniken klassifiziert werden, zeichnen sich Horrorspiele über ihre narrative oder visuelle Präsentation aus und verwenden eine Vielzahl von Mechaniken.

## Sub-Genres
Die Klassifizierung von Videospielen in Genres ignoriert herkömmlicher weise den erzählerischen Stil, so dass z. B. auch Fantasyspiele über Kriterien wie Spielmechaniken, -modi oder die unterstützten Plattformen einem Genre zugeordnet werden. Horror ist das einzige Genre, das sich diesem System entzieht und allgemein für Spiele verwendet wird, die darauf abzielen, Spieler zu gruseln, ekeln oder zu erschrecken. Diese breite Assoziation über das erzählerische Thema führt zum Fehlen klar definierter Subgenres von Horrorspielen. Darüber hinaus implementieren viele Spiele fremder Gameplay-Genres Horrorelemente, in welchen Fällen die Spiele immer noch nach ihrem ursprünglichen Genre kategorisiert, und die Horror-Elemente nur als künstlerische Gestaltung angesehen werden. Es gibt jedoch einige spezifische Bereiche in der unscharfen Klassifizierung von Horrorspielen, die als Subgenres gehandhabt werden:

### Survival Horror
Eine der am besten definierten und häufigsten Arten von Horrorspielen sind Survival-Horrorspiele. Diese Spiele konzentrieren sich in der Regel auf das Überleben des Spielercharakters in einer Horrorumgebung mit begrenzten Ressourcen und sind daher eher als Actionspiel oder Action-Adventure-Spiel ausgerichtet. Ein gemeinsames Thema dieser Spiele ist die Flucht oder das Überleben vor dem Äquivalent einer Zombie-Apokalypse mit begrenzten Waffen, Munition und Rüstung. Die Resident-Evil-Serie hat den Begriff geprägt und dient als Paradebeispiel für solche Spiele, obwohl wichtige Konventionen des Subgenres der Resident-Evil-Serie vorausgingen. Andere bemerkenswerte Survival-Horror-Serien sind Alone in the Dark, Clock Tower, Fatal Frame und Parasite Eve.

### Action Horror
Action Horror-Spiele sind ein Ableger von Survival-Horror-Spielen, bei denen mehr Action-Spielelemente aus Ego- und Third-Person-Shooter-Spielen neben den Survival-Horror-Themen verwendet werden, wodurch sie schneller sind als traditionelle Survival-Horror-Spiele. Diese wurden nach der Veröffentlichung von Resident Evil 4 im Jahr 2005 immer beliebter und blieben in den nächsten beiden Titeln, Resident Evil 5 und Resident Evil 6, bestehen. Das Gameplay konzentriert sich mehr auf Kämpfe als auf Rätsel und Problemlösungen als bei den früheren Titeln konzentrierte (Resident Evil 7 kehrte zu den Survival-Horror-Wurzeln der Serie zurück). Beispiele für Action-Horror-Spiele sind die The-House-of-the-Dead-Reihe, die Dead-Space-Reihe, die Left-4-Dead-Reihe und The Last of Us.

### Psychologischer Horror
Psychologische Horrorspiele sollen Spieler eher durch das emotionale, mentale oder psychologische Befinden verängstigen, als durch Monster oder klassische Schreckmomente. Die Angst spielt eher mit der Phantasie und dem was der Spieler nicht sieht, also der abstrakten Furcht des Spielers vor dem Unbekannten. Diese Spiele verlassen sich üblicherweise auf die unzuverlässigen Wahrnehmungen oder die fragwürdige geistige Gesundheit des Protagonisten, um die Handlung des Spiels zu ermöglichen. Durch den Einsatz instabiler Protagonisten können solche Spiele die Angst davor, die Fähigkeit zur Rationalität oder ungestörten Selbstwahrnehmung zu verlieren, ansprechen. Psychologische Horrorspiele hängen in der Regel nicht so sehr von Action ab wie Survival-Horrorspiele, sondern geben dem Spieler stattdessen Zeit, die Spielumgebung zu erkunden und Atmosphäre aufzubauen. Die Silent-Hill-Reihe gilt als eines der prägenden Horror-Spiele für das Genre. Solche Spiele können auch das Videospielmedium nutzen, um die vierte Wand zu durchbrechen, und den Computer oder die Konsole des Spielers scheinbar direkt beeinflussen, wie z. B. bei OMORI, Eternal Darkness und Doki Doki Literature Club!. Solche Spiele können nichtsdestotrotz an aktionsbasierte Genres gebunden sein; Spec Ops: The Line ist ein Third-Person-Shooter, aber mit einer psychologischen Horrorerzählung, die von Werken wie Heart of Darkness und Apocalypse Now inspiriert ist.

### Jumpscare Horror
Jump-Scare-Horrorspiele basieren zum einen auf Jump-Scares, also den Schreckmomenten, in denen der Spieler unerwartet und schlagartig überrascht wird, und zum anderen auf der Spannung bzw. Angst die entsteht wenn ein solcher erwartet wird. Während Jump-Scares im Allgemeinen ein häufiges Element in verschiedenen Horrorspiel-Genres sind, verstehen man unter Jump-Scare-Horrorspiele Spiele, die sich bis zu einem gewissen Grad auf diese Mechanismus begrenzen. Five Nights at Freddy's gilt als eines der ersten Vertreter diesen Spielstils.

### Reverse Horror
Reverse Horrorspiele beinhalten, dass der Spieler „umgekehrt“ andere erschreckt, anstatt dass der Spielende selbst Angst hat. Ein Spieler ist stattdessen das, was man im klassischen Horrorspiel als Antagonist bezeichnen würde, in dem zumeist ein Spieler die Rolle eines Monsters oder Bösewichts übernimmt. Der Spieler hat gegenüber den anderen „Protagonisten“ einen gewissen Vorteil, wie z. B. verbesserte Sicht, größere Stärke oder übernatürliche Fähigkeiten. Reverse-Horror-Spiele können auch von einem Original-Horror-Spiel abstammen, das als Fortsetzung oder Vorläufer des Originals entwickelt wurde und die Perspektive des Titelantagonisten zeigen soll. Beispiele für Reverse-Horror-Spiele sind Carrion und die asymmetrischen Mehrspielermodi in Dead by Daylight und Friday the 13th: The Game, bei denen ein Spieler das Monster steuert, das die anderen Spieler jagt.

## Geschichte
Inspiriert von Horror-Fiktion und insbesondere von Horrorfilmen, erfolgte die Einbeziehung von Horror-Elementen schon früh in der Geschichte des Mediums. Der früheste rudimentäre Versuch eines Horror-Videospiels geht auf das Jahr 1972 zurück, als, inspiriert durch Spukhaus-Fiktion, ein Haunted House-Overlay in die erste Videospielkonsole, Magnavox Odyssey, integriert wurde. Das Arcade-Videospiel Space Invaders (1978) wurde auch als Vorläufer von Horror-Videospielen eingeordnet, da es ein Überlebensszenario beinhaltete, in dem eine Alien-Invasion langsam den Bildschirm herabsteigt und die Landschaft zunehmend zerstört, während bedrohliche Soundeffekte allmählich schneller werden, was zu einem Überlebensszenario führte, welches bewusste auf das Gefühl der Panik bei den Spielern abzielte. Die textbasierten Abenteuerspiele Mystery House (1980) und The Lurking Horror (1987) integrierten Horrorelemente durch ihre schriftlichen Raumbeschreibungen.
Nostromo (1981) für den PC-6001, inspiriert vom Science-Fiction-Horrorfilm Alien (1979), war ein Survival-Horror-Spiel, bei dem es um die Flucht vor einem unsichtbaren Alien mit begrenzt verfügbaren Ressourcen geht. Ein weiteres bemerkenswertes frühes Horror-Videospiel war Haunted House (1982) für das Atari 2600. Zu diesem Zeitpunkt fehlte der Videospieltechnologie die Ressourcen, um die Themen des Horrors technisch wirklich immersiv umzusetzen und wurden daher mehr in Spielhandbücher und andere Präsentationsmaterialien präsentiert. 3D Monster Maze (1982) für den Sinclair ZX81, obwohl es keine mit Horrorspielen verbundenen Bilder enthielt, gilt es auch eines der ersten Spiele, das das Gefühl von Spannung und Mysterium hervorrief, das typischerweise mit dem Genre verbunden ist.
Mit mehr grafischen Fähigkeiten begannen Spiele horrorbezogene Bilder zu enthalten. Die meistens Spiele basierten dabei auf erfolgreichen Horrorfilmen der 1980er und 1990er Jahren, wie die gleichnamigen Spiele zu The Texas Chainsaw Massacre (1983), Halloween (1983) und Friday the 13th (1989), sowie das von den Alien-Filmen inspirierte Spiel Projekt Firestart (1989). Aufgrund der Einschränkungen von Konsolen und Computern waren diese Horrorbilder allerdings oft auf Zwischensequenzen beschränkt und nicht auf das eigentliche Gameplay.
Segas Monster Bash (1982) war ein Horror-Arcade-Actionspiel, das klassische Filmmonster wie Graf Dracula, Frankensteins Monster und Werwölfe darstellte. Andere Horror-Actionspiele, die in den späten 1980er Jahren folgten, waren Capcoms Ghosts ’n Goblins (1985), Konamis Castlevania (1986), und Segas Ghost House (1986) und Kenseiden (1988) und brutalere Arcade-Horrorspielen wie Exidy's Chiller (1986) und Namcos Splatterhouse (1988). Eines der bekanntesten Grafik-Abenteuerspiele zum Thema „Spukhaus“ war Maniac Mansion (1987) von LucasArts. Sweet Home (1989) war ein Survival-Horror-Rollenspiel, das auf dem gleichnamigen japanischen Horrorfilm basiert, dessen geplantes Remake sich später zur Resident Evil Reihe entwickelte. Phantasmagoria (1995) von Roberta Williams war eines der frühesten psychologischen Horrorspiele.
Alone in the Dark (1992) war eines der ersten Survival-Horror-Spiele, das eine immersivere Präsentation bot, indem grobe 3D-Figuren auf einem vorgerenderten 2D-Hintergrund präsentiert wurden, sodass der Spieler seinen Charakter aus einem festen Kamerawinkel steuern konnte. Dadurch gelang es den Entwicklern, über das Gesamte Spiel hinweg das nötige Spannungsgefühl zu erzeugen. Alone in the Dark wurde ein weltweiter Erfolg. Sweet Home und Alone in the Dark inspirierten Capcoms ursprüngliches Resident Evil (1996), das den Begriff "Survival Horror" prägte. Es brachte das Resident-Evil-Franchise hervor, das Survival-Horror-Spiele definierte und bekannt machte. Segas The House of the Dead (1996) war das Arcade-Horror-Shooter-Spiel, welches rennenende, springende und schwimmende Zombies einführte, während Konamis Silent Hill (1999) psychologische Horrorspiele definierte und populär machte.
Während Horrorspiele bis in die 1990er Jahre von Horrorfilmen inspiriert waren, beeinflussten Horrorspiele später Horrorfilme in den 2000er Jahren. Der Erfolg von Resident Evil und House of the Dead entfachte in den 2000er Jahren ein erneutes Interesse an Zombiefilmen und beeinflusste Hit-Zombiefilme wie 28 Days Later (2002), die Resident-Evil-Filmreihe, Dawn of the Dead (2004) und Shaun of the Dead (2004). Die beiden Spiele beeinflussten Zombiefilme dahingehend, dass sich die Filme einem stärker aktionsorientierten Ansatz, mit mehr wissenschaftlichen Themen und schnelleren Zombies, zuwandten.
Auch Horrorspiele profitierten in den 2010er-Jahren vom Wachstum der Indie-Spiele, da große Verlage außerhalb etablierter Franchises wie Resident Evil vor dem Genre zurückschreckten. Serien wie die Penumbra-Serie und die Amnesia-Serie von Frictional Games und die Outlast-Serie von Red Barrels haben die Art des Gameplays von Horrorspielen wie Silent Hill und Resident Evil wieder aufgegriffen. Seit den frühen 2010er-Jahren wurden Horrorspiele auch zunehmend Teil von Let’s Plays und Streams, und erfreuen sich dort einer besonderen Beliebtheit. Es wird Argumentiert, dass durch die Zuschauerrolle ein Teil der Spannung des Spiels wegfällt und mit dem Vergnügen an den Emotionen des Spielers ersetzt wird. Die Entwicklung führte dazu, dass die Popularität eines Horrorspiels mit der Menge an Let‘s Plays zu korrelieren scheint und Plattformen wie YouTube und Twitch ein elementarer Bestandteil des Videospiel-Marketing wurden. Eins der ersten Spiele, dass über solche Plattformen an Popularität gewann, war Slender: The Eight Pages von Parsec Productions, dass die beliebte Slenderman Creepypasta aufgriff. Die Five-Nights-at-Freddy’s-Serie von Scott Cawthon erlangte ebenfalls ähnlich, über die Reaktionen von Streamern auf Jumpscares, an Popularität. Mit dem Anfang der 2020er Jahre, haben Indie-Horrorspiele eine neue Ästhetik gefunden, die auf der Emulation des Grafikstils älterer Plattformen basiert, wie z. B. der Low-Poly-Grafik der ersten PlayStation-Konsole oder sogar Pixelart, anstatt auf dem hohen Realismus moderner 3D-Grafiken. Entwickler können nicht nur ein Gefühl der Nostalgie erzeugen, sondern auch Retro-inspirierte Grafiken auf moderner Hardware verwenden, um den Spieler weiter zu manipulieren und ihn über die Erwartungen der Grafik hinaus zu überraschen oder die vierte Wand zu brechen.